# (100480) 1996 UK
1996 يو كي (ويعرف أيضًا باسم (100480) 1996 يو كي وفق تسمية الكوكب الصغير) (بالإنجليزية: 1996 UK)‏ هو كويكب ضمن حزام الكويكبات؛ وترتيبه 100480 من حيث الاكتشاف.
اكتُشف هذا الجُرم الفلكي بواسطة تاكيشي أوراتا ‏ في 16 أكتوبر 1996.

## وصلات خارجية
- (100480) 1996 UK في قاعدة بيانات مختبر الدفع النفاث لأجرام النظام الشمسي الصغيرة

- الاكتشاف · مخطط المدار ·  العناصر المدارية · المعلمات المادية

- (100480) 1996 UK على موقع ويكي سكاي: DSS2, SDSS, GALEX, IRAS, Hydrogen α, X-Ray, Astrophoto, Sky Map, Articles and images